# 硬脂酸钡
硬脂酸钡（Barium stearate），分子式Ba(C17H35COO)2。它是一种金属皂。

## 性质
硬脂酸钡是一种无色固体，不溶于水和乙醇，难溶于苯和甲苯。加热溶于有机溶剂并冷却时得到胶状物。与强酸反应得到硬脂酸和相应的钡盐。剧毒，吞食可引起中毒。详见钡中毒。

## 制备
由硬脂酸钠与氢氧化钡溶液进行复分解反应而沉淀出来。经水洗、甩干、干燥，得到硬脂酸钡成品。
{\displaystyle \ 2C_{17}H_{35}COONa+Ba(OH)_{2}\rightarrow (C_{17}H_{35}COO)_{2}Ba+2NaOH}

## 用途
用作聚氯乙烯稳定剂和润滑剂，主要用于薄膜、薄板、人造革等软质透明制品中，其在所有碱土金属硬脂酸盐中长期耐热性最为优秀。